# D.F.C. in het seizoen 1971/72
Het seizoen 1971/1972 was het 18e en laatste jaar in het bestaan van de Dordtse betaaldvoetbalclub D.F.C. De club kwam uit in de Nederlandse Eerste divisie en eindigde daarin op de 21e plaats. Na het seizoen ging de club verder als FC Dordrecht.

## Wedstrijdstatistieken

### Eerste divisie
|       | AZ '67 | Blauw-Wit | SC Cambuur | Eindhoven | Fortuna Vlaardingen | Fortuna SC | De Graafschap | Haarlem | Heerenveen | Helmond Sport | Heracles | HVC   | PEC Zwolle | Roda JC | SVV   | Veendam | De Volewijckers | FC VVV | Wageningen | Willem II |
| ----- | ------ | --------- | ---------- | --------- | ------------------- | ---------- | ------------- | ------- | ---------- | ------------- | -------- | ----- | ---------- | ------- | ----- | ------- | --------------- | ------ | ---------- | --------- |
| Thuis | 0 – 0  | 0 – 1     | 1 – 0      | 0 – 1     | 3 – 0               | 0 – 1      | 1 – 0         | 1 – 1   | 1 – 2      | 0 – 1         | 1 – 0    | 1 – 3 | 2 – 0      | 0 – 1   | 1 – 1 | 4 – 1   | 0 – 4           | 1 – 1  | 0 – 3      | 2 – 1     |
| Uit   | 1 – 0  | 1 – 0     | 5 – 1      | 3 – 1     | 4 – 1               | 4 – 1      | 1 – 0         | 6 – 0   | 3 – 0      | 2 – 2         | 2 – 0    | 1 – 1 | 2 – 1      | 1 – 1   | 2 – 0 | 1 – 0   | 1 – 1           | 1 – 1  | 5 – 1      | 2 – 0     |

## Statistieken D.F.C. 1971/1972

### Eindstand D.F.C. in de Nederlandse Eerste divisie 1971 / 1972
| Stand | Gespeeld | Gewonnen | Gelijk | Verloren | Punten | Doelpunten voor | Doelpunten tegen |
| ----- | -------- | -------- | ------ | -------- | ------ | --------------- | ---------------- |
| 21e   | 40       | 7        | 9      | 24       | 23     | 31              | 70               |

### Topscorers
| Competitie \| # \| Naam \| \| \| ------ \| ------------------- \| -- \| \| 1. \| Wout van der Linden \| 5 \| \| 1. \| Frans Struis \| 5 \| \| 3. \| Ab van Oorschot \| 4 \| \| 4. \| Jan de Bie \| 3 \| \| 4. \| Chris Bouman \| 3 \| \| 4. \| Hennie Kuiters \| 3 \| \| 4. \| Ton Vorstenbos \| 3 \| \| 8. \| Wim van Twist \| 2 \| \| 9. \| Henk de Blok \| 1 \| \| 9. \| John ten Oever \| 1 \| \| 9. \| Henk Wijs \| 1 \| \| Totaal \| Totaal \| 31 \| |                     |      |
| # | Naam                | Goal |
| 1. | Wout van der Linden | 5    |
| 1. | Frans Struis        | 5    |
| 3. | Ab van Oorschot     | 4    |
| 4. | Jan de Bie          | 3    |
| 4. | Chris Bouman        | 3    |
| 4. | Hennie Kuiters      | 3    |
| 4. | Ton Vorstenbos      | 3    |
| 8. | Wim van Twist       | 2    |
| 9. | Henk de Blok        | 1    |
| 9. | John ten Oever      | 1    |
| 9. | Henk Wijs           | 1    |
| Totaal | Totaal              | 31   |